# Адам Крафт
Адам Крафт (нім. Adam Kraft; народився між 1455 і 1460 роками в Нюрнберзі). Помер там же в середині січня 1509 і похований у місті Швабахе (нім. Schwabach) під Нюрнбергом 21 січня 1509). Відомий німецький скульптор та архітектор епохи пізньої готики.
До числа його найвідоміших творів належить дарохранильниця у церкві Св. Лоренца (нім. St. Lorenzkirche) в Нюрнберзі, в нижній частині якої він розмістив своє скульптурне зображення. Ця споруда являє собою піраміду заввишки 20,11 м суцільно вкриту фігурами, вирізаними з каменю. Незважаючи на руйнування бомбами під час війни, цей шедевр зберігся практично неушкодженим завдяки тому, що був покритий шаром гіпсу для захисту. Реконструкції піддався лише шпиль споруди, висотою близько 7 м.

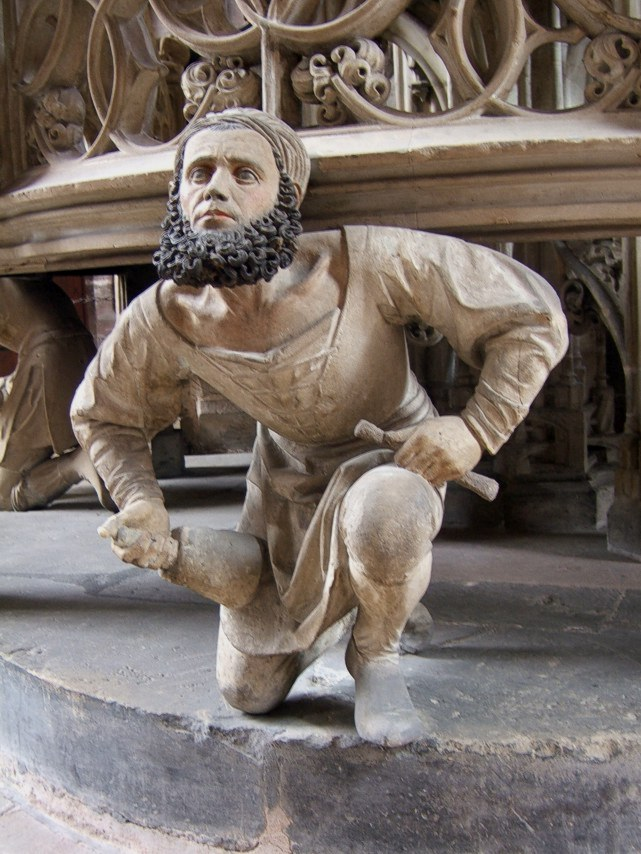
Цоколь дарохранильниці. Церква Св. Лоренца

## Вівтар Тетцель капели

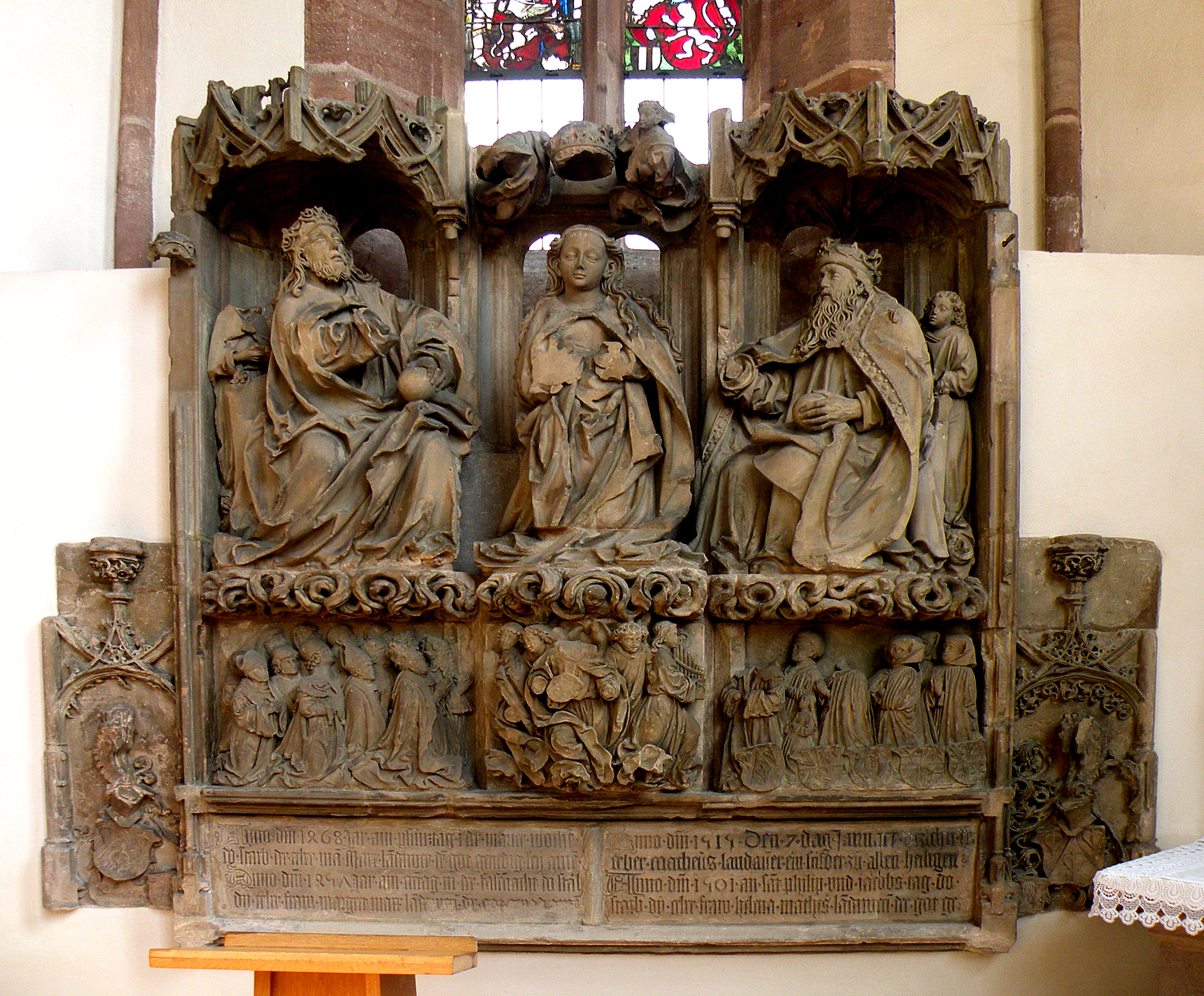
Вівтар Тетцель капели. Нюрнберг

## Епітафія Ландауер

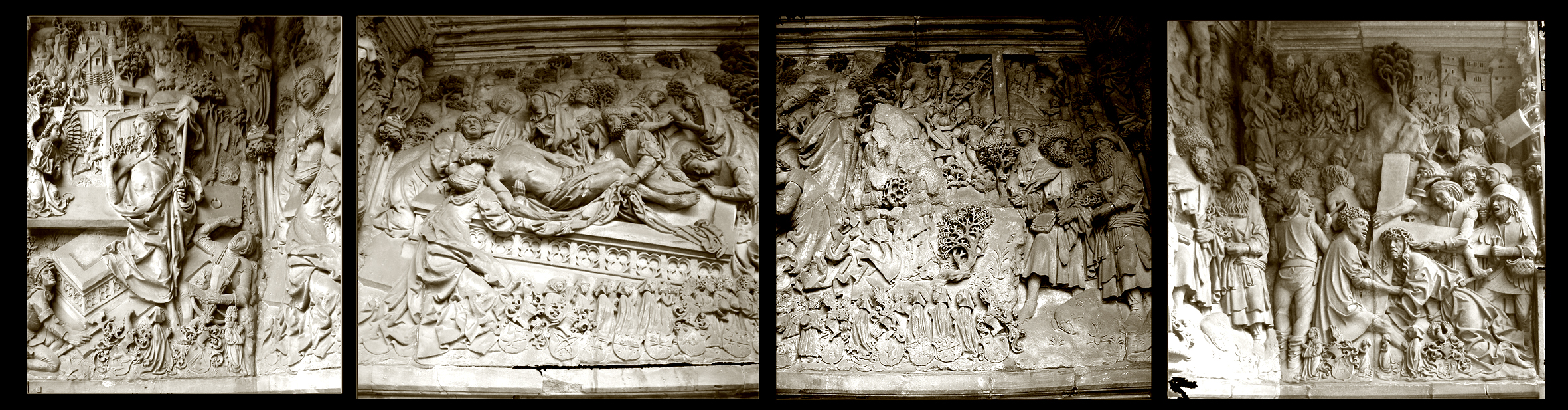
Епітафія Ландауеров. Фрагменти.

Найбільш відомою роботою майстра є епітафія сімейства патриціїв з Нюрнберга Шрейер-Ландауер, (de.Schreyer-Landauer-Epitaph) розміщена зовні біля східної стіни хору церкви Св. Зебальда (de. St. Sebald) в Нюрнберзі

## Група розіп'ятих на подвір'ї госпіталю Св.Духа.

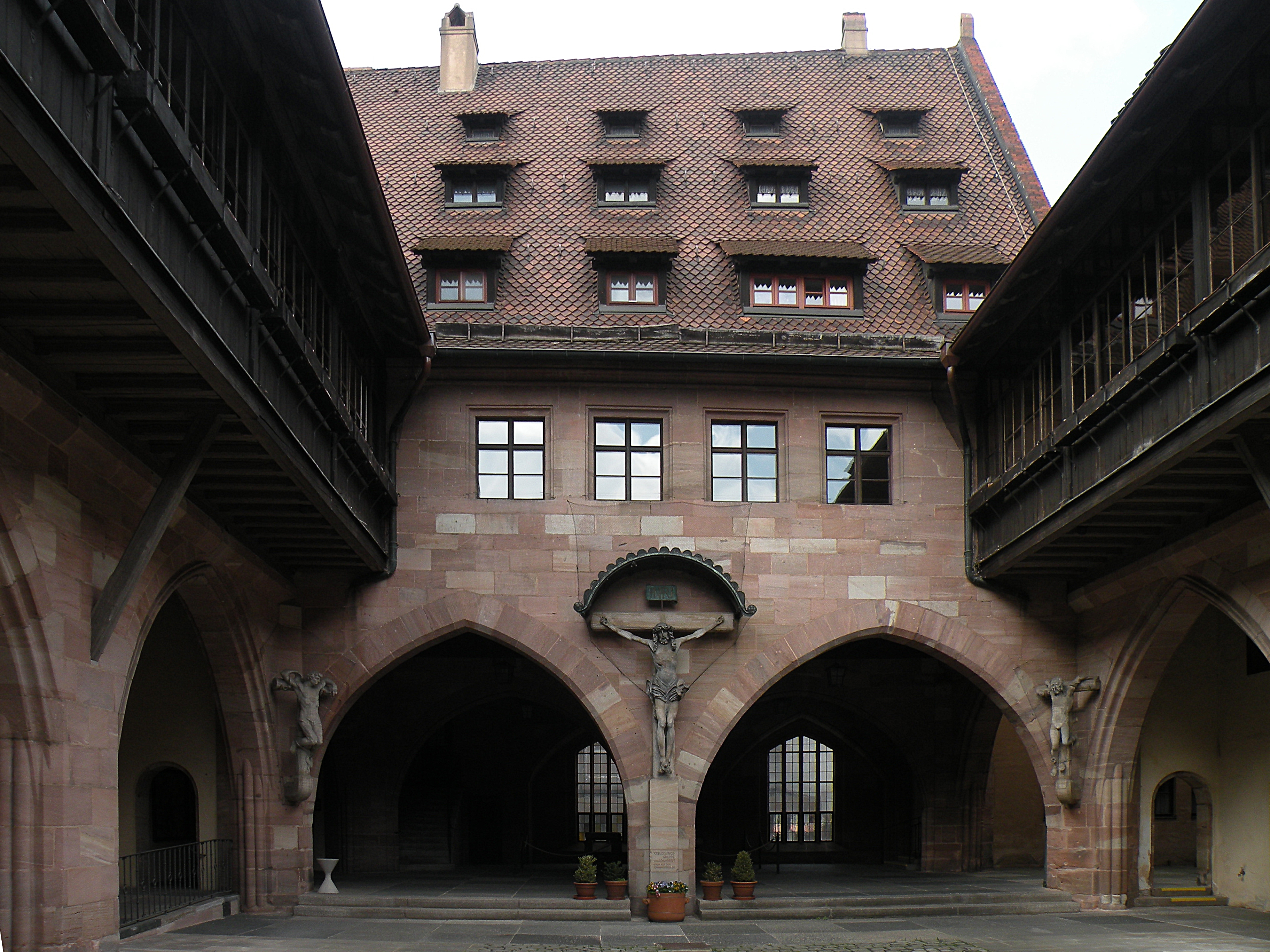
Хресний хід шпиталю Св. Духа